# Loide Pashukeni Shinavene
Loide Pashukeni Shinavene (sinh ngày 8 tháng 5 năm 1945) là một chính khách người Namibia và là thành viên của SWAPO. Cô được bổ nhiệm làm thành viên trong Quốc hội Cộng hòa Namibia năm 2015.

## Giáo dục
Năm 1964, Shinavene theo học trường Cao đẳng đào tạo ở Okahao, Namibia, nơi bà nhận được Chứng chỉ giảng dạy vào năm 1966. Cô tiếp tục theo đuổi và nhận được Chứng chỉ về lãnh đạo phụ nữ châu Phi tại Kitwe, Zamibia năm 1975, nơi bà tiếp tục nhận được chứng chỉ quốc gia Quản lý hành chính công và Quản lý chuyên ngành Luật và Quản lý công cộng tại Viện Liên hợp quốc Namibia tại Lusaka, Zamibia.
Năm 1986, Shinavene tốt nghiệp tại Hague, Hà Lan, nơi bà nhận được một văn bằng về nghiên cứu về phụ nữ và phát triển và bằng thạc sĩ chuyên ngành phụ nữ, giới tính, cùng kỹ năng phát triển chương trình nghị sự năm 1989.

## Sự nghiệp
Shinavene bắt đầu sự nghiệp năm 1970 tại trường tiểu học Mandume và sau đó là trường trung học Ondobe năm 1967. Sự nghiệp chính trị của bà bắt đầu vào năm 1980 khi bà được bổ nhiệm làm Cán bộ thông tin cho Hội đồng phụ nữ Đảng SWAPO và Tổ chức phụ nữ châu Phi trong 5 năm, bà tiếp tục phục vụ Hội đồng Phụ nữ Đảng SWAPO làm Trợ lý Bộ trưởng Tài chính và Dự án năm 1991.
Năm 1992, Shinavene được bổ nhiệm làm Kế hoạch phát triển tại Bộ Nông nghiệp và Phát triển nông thôn và sau đó là Huấn luyện viên các cán bộ nông nghiệp về giới trong năm 1997 cho đến năm 2005 khi bà chính thức nghỉ hưu như một công chức Chính phủ Namibia.